# Alex Metreveli
Pour les articles homonymes, voir Metreveli.
Alexander Irakleivich Metreveli, né le 2 novembre 1944 à Tbilissi, est un joueur de tennis professionnel soviétique. Son petit-fils, inconnu du grand public, Aleksandre Metreveli, est aussi un joueur de tennis.

## Carrière
Il fut 29 fois champion d'URSS toutes catégories confondues.
Il a commencé sa carrière amateur en 1962 et y a remporté de nombreux tournois essentiellement en URSS et en Asie. En Europe, il s'est illustré à Båstad en 1966 contre Manuel Santana, mais aussi à Aix-en-Provence et à Palerme en 1967 et à Nice en 1968. Il devient joueur de tennis professionnel indépendant en 1969.
Dans les tournois du Grand Chelem, il réalise sa première performance notable en 1966 avec un quart de finale à Roland-Garros et une victoire sur Dennis Ralston. Il réalise sa meilleure saison en 1972 en s'adjugeant pas moins de trois tournois en trois semaines au cours de la tournée australienne puis en atteignant les demi-finales à l'Open d'Australie et à Roland-Garros (victoires sur Pierre Barthes et Adriano Panatta). Il enchaîne avec un quart à Wimbledon.
L'année suivante, il profite du boycott des joueurs de tennis professionnels pour atteindre la finale du tournoi de Wimbledon, soit la meilleure performance de sa carrière. Après 4 succès aisés lors des premiers tours, il écarte Jimmy Connors en quart puis Sandy Mayer en demi à chaque fois en quatre sets. Il s'incline en finale plutôt sèchement contre Jan Kodeš (6-1, 9-8, 6-3). Il s'agit de l'unique finale d'un tournoi du Grand Chelem opposant deux joueurs provenant d'Europe de l'Est(1). En 1974, il atteint deux autres quarts de finale à Wimbledon et à l'US Open avec à chaque fois une victoire sur Tom Okker en huitièmes.
Parmi ses principales performances sur le circuit ATP, on note une demi-finale au Queen's en 1968 et 1973, à Rome en 1970 et un quart à Rome en 1972 et 1974.
Il a joué sur le circuit WCT entre 1973 et 1977. Il prend sa retraite en février de cette année mais rejoue un dernier tournoi à Calcutta en décembre 1978.
En double, il a souvent joué avec des joueurs soviétiques, notamment avec Sergei Likhachev. Son fait notable est une demi-finale à Roland-Garros en 1973 avec Bjorn Borg.
(1) à part à Roland-Garros 1970 et 1971 et 1973.

## Palmarès

### Titres en simple messieurs
| No | Date       | Nom et lieu du tournoi                          | Catégorie | Surface      | Finaliste         | Score              |  |
| -- | ---------- | ----------------------------------------------- | --------- | ------------ | ----------------- | ------------------ |  |
| 1  | 11-01-1971 | Hobart Open, Hobart                             |           | Dur (ext.)   | John Alexander    | 7-6, 6-3, 4-6, 6-3 |  |
| 2  | 10-01-1972 | New South Wales Open, Sydney                    |           | Dur (ext.)   | Patrice Dominguez | 6-4, 6-4, 3-6, 6-1 |  |
| 3  | 17-01-1972 | Hobart Open, Hobart                             |           | Gazon (ext.) | Wanaro N'Godrella | 6-2, 6-4, 6-3      |  |
| 4  | 24-01-1972 | South Australian Tennis Championships, Adélaïde |           | Gazon (ext.) | Kim Warwick       | 6-3, 6-3, 7-6      |  |
| 5  | 19-08-1974 | Eastern Championships, South Orange             |           | NC           | Jimmy Connors     | Forfait            |  |

### Finales en simple messieurs
| No | Date       | Nom et lieu du tournoi                        | Catégorie | Dotation | Surface         | Vainqueur          | Score         |          |
| -- | ---------- | --------------------------------------------- | --------- | -------- | --------------- | ------------------ | ------------- | -------- |
| 1  | 1968       | Tournoi de tennis de Monte-Carlo, Monte-Carlo |           | NC $     | Terre (ext.)    | Nicola Pietrangeli | 6-2, 6-2      |          |
| 2  | 25-06-1973 | The Championships, Wimbledon                  | G. Chelem | NC $     | Gazon (ext.)    | Jan Kodeš          | 6-1, 9-8, 6-3 | Parcours |
| 3  | 04-02-1974 | Saint-Petersburg/WCT, St. Petersburg          |           | 50 000 $ | Dur (ext.)      | John Newcombe      | 6-0, 7-63     |          |
| 4  | 22-04-1974 | Tournoi de tennis de Saint-Louis, St Louis    |           | NC $     | NC              | Stan Smith         | 6-2, 3-6, 6-2 |          |
| 5  | 17-06-1974 | Tournoi de tennis de Nottingham, Nottingham   |           | NC $     | Gazon (ext.)    | Stan Smith         | 6-3, 1-6, 6-3 |          |
| 6  | 26-01-1976 | Tournoi de tennis de Cleveland, Cleveland     |           | 15 000 $ | Moquette (int.) | Haroon Rahim       | 6-4, 6-4      |          |

### Titres en double messieurs
| No | Date       | Nom et lieu du tournoi                       | Catégorie  | Dotation  | Surface         | Partenaire       | Finalistes                  | Score                   |  |
| -- | ---------- | -------------------------------------------- | ---------- | --------- | --------------- | ---------------- | --------------------------- | ----------------------- |  |
| 1  | 1968       | Tournoi de tennis de Monte-Carlo Monte-Carlo |            | NC $      | Terre (ext.)    | Sergei Likhachev | Patrice Beust Daniel Contet | 5-7, 9-7, 6-4, 5-7, 7-5 |  |
| 2  | 19-04-1976 | Stockholm WCT Stockholm                      |            | 60 000 $  | Moquette (int.) | Ilie Năstase     | Tom Okker Adriano Panatta   | 6-4, 7-5                |  |
| 3  | 15-02-1977 | Ocean City Open Ocean City                   | Grand Prix | 100 000 $ | Dur (ext.)      | Bill Scanlon     | John McEnroe Cliff Richey   | 7-6, 6-3                |  |

### Finales en double messieurs
| No | Date       | Nom et lieu du tournoi               | Catégorie | Surface    | Vainqueurs                 | Partenaire       | Score                   |  |
| -- | ---------- | ------------------------------------ | --------- | ---------- | -------------------------- | ---------------- | ----------------------- |  |
| 1  | 18-01-1971 | New South Wales Open Sydney          |           | Dur (ext.) | John Alexander Phil Dent   | Malcolm Anderson | 6-7, 2-6, 6-3, 7-6, 7-6 |  |
| 2  | 09-02-1976 | Tournoi de tennis de Toronto Toronto |           | NC         | Jaime Fillol Frew McMillan | Ilie Năstase     | 63-7, 6-2, 6-3          |  |

### Titre en double mixte
| No | Date       | Nom et lieu du tournoi                    | Catégorie | Surface      | Partenaire    | Finalistes                  | Score    |          |
| -- | ---------- | ----------------------------------------- | --------- | ------------ | ------------- | --------------------------- | -------- | -------- |
| 1  | 11-06-1973 | Green Shield Kent Championships Beckenham |           | Gazon (ext.) | Olga Morozova | Marita Redondo J. Chanfreau | 6-3, 6-1 | Parcours |

### Finales en double mixte
| No | Date       | Nom et lieu du tournoi      | Catégorie | Surface      | Vainqueurs                        | Partenaire    | Score         |          |
| -- | ---------- | --------------------------- | --------- | ------------ | --------------------------------- | ------------- | ------------- | -------- |
| 1  | 24-06-1968 | The Championships Wimbledon | G. Chelem | Gazon (ext.) | Margaret Smith Court Ken Fletcher | Olga Morozova | 6-1, 14-12    | Parcours |
| 2  | 22-06-1970 | The Championships Wimbledon | G. Chelem | Gazon (ext.) | Rosie Casals Ilie Năstase         | Olga Morozova | 6-3, 4-6, 9-7 | Parcours |

## Parcours dans les tournois duGrand Chelem

### En simple
| Année | Open d'Australie | Open d'Australie | Internationaux de France | Internationaux de France | Wimbledon       | Wimbledon       | US Open         | US Open      |
| ----- | ---------------- | ---------------- | ------------------------ | ------------------------ | --------------- | --------------- | --------------- | ------------ |
| 1962  | —                | —                | —                        | —                        | —               | —               | 3e tour (1/16)  | G. Forbes    |
| 1963  | —                | —                | —                        | —                        | 1er tour (1/64) | B. Hewitt       | —               | —            |
| 1964  | —                | —                | —                        | —                        | 3e tour (1/16)  | A. Segal        | —               | —            |
| 1965  | —                | —                | 2e tour (1/32)           | P. Darmon                | 3e tour (1/16)  | T. Koch         | —               | —            |
| 1966  | —                | —                | 1/4 de finale            | T. Roche                 | 2e tour (1/32)  | D. Ralston      | —               | —            |
| 1967  | —                | —                | 3e tour (1/16)           | M. Holeček               | 1er tour (1/64) | B. Fairlie      | —               | —            |
| 1968  | —                | —                | 1er tour (1/64)          | J. Alexander             | 1/8 de finale   | D. Ralston      | —               | —            |
| 1969  | —                | —                | 1er tour (1/64)          | T. Ryan                  | 2e tour (1/32)  | A. Gimeno       | —               | —            |
| 1970  | —                | —                | 1/8 de finale            | C. Richey                | 2e tour (1/32)  | J. E. Mandarino | 3e tour (1/16)  | S. Smith     |
| 1971  | —                | —                | 2e tour (1/32)           | P. Proisy                | 1/8 de finale   | J. Newcombe     | —               | —            |
| 1972  | 1/2 finale       | M. Anderson      | 1/2 finale               | A. Gimeno                | 1/4 de finale   | S. Smith        | —               | —            |
| 1973  | 1/4 de finale    | O. Parun         | 2e tour (1/32)           | R. Taylor                | Finale          | J. Kodeš        | —               | —            |
| 1974  | —                | —                | 2e tour (1/32)           | Ž. Franulović            | 1/4 de finale   | D. Stockton     | 1/4 de finale   | J. Connors   |
| 1975  | 1/4 de finale    | T. Roche         | 2e tour (1/32)           | C. Kirmayr               | 1/8 de finale   | T. Okker        | 1er tour (1/64) | B. Gottfried |
| 1976  | —                | —                | —                        | —                        | 3e tour (1/16)  | G. Vilas        | 2e tour (1/32)  | B. Gottfried |

N.B. : à droite du résultat se trouve le nom de l'ultime adversaire.

### En double
| Année | Open d'Australie         | Open d'Australie        | Internationaux de France   | Internationaux de France   | Wimbledon                    | Wimbledon               | US Open                     | US Open                 |
| ----- | ------------------------ | ----------------------- | -------------------------- | -------------------------- | ---------------------------- | ----------------------- | --------------------------- | ----------------------- |
| 1968  | —                        | —                       | —                          | —                          | 1er tour (1/32) S. Likhachev | M. Holeček J. Kodeš     | —                           | —                       |
| 1969  | —                        | —                       | 1/8 de finale T. Leius     | R. Emerson R. Laver        | 1er tour (1/32) S. Likhachev | D. Contet F. Jauffret   | —                           | —                       |
| 1970  | —                        | —                       | 1/8 de finale S. Likhachev | Ž. Franulović J. Loyo Mayo | 2e tour (1/16) S. Likhachev  | J. Newcombe T. Roche    | 1er tour (1/32) V. Korotkov | A. Ashe D. Ralston      |
| 1971  | —                        | —                       | 1/4 de finale C. Richey    | R. Carmichael R. Ruffels   | 1/8 de finale R. Case        | R. Emerson R. Laver     | —                           | —                       |
| 1972  | 1/8 de finale N. Fraser  | B. Giltinan G. Perkins  | 1/4 de finale S. Likhachev | P. Cornejo J. Fillol       | 1/8 de finale S. Likhachev   | B. Hewitt F. McMillan   | —                           | —                       |
| 1973  | 1/2 finale T. Kakulia    | M. Anderson J. Newcombe | 1/8 de finale S. Likhachev | J. Newcombe T. Okker       | 1/8 de finale S. Likhachev   | J. Fassbender K. Meiler | —                           | —                       |
| 1974  | —                        | —                       | 1/2 finale B. Borg         | D. Crealy O. Parun         | 2e tour (1/16) T. Kakulia    | J. Connors I. Năstase   | 1/8 de finale R. Taylor     | J. Alexander M. Riessen |
| 1975  | 1er tour (1/16) J. Marks | J. Andrews S. Menon     | 1/4 de finale I. Năstase   | B. Gottfried R. Ramírez    | 1er tour (1/32) T. Kakulia   | W. Fibak F. McNair      | 1er tour (1/32) R. Taylor   | W. Fibak J. Kodeš       |
| 1976  | —                        | —                       | —                          | —                          | 2e tour (1/16) K. Pugayev    | J. Borowiak H. Rahim    | 2e tour (1/16) T. Kakulia   | M. Riessen T. Okker     |

N.B. : le nom du ou de la partenaire se trouve sous le résultat ; le nom des ultimes adversaires se trouve à droite.